# Брюслетто, Эрлинг
Э́рлинг Брюсле́тто (норв. Erling Brusletto) — норвежский кёрлингист.
В составе мужской сборной Норвегии участник чемпионата мира 1967 (заняли пятое место). Чемпион Норвегии среди мужчин.
Играл на позиции четвёртого, был скипом команды.

## Достижения
- Чемпионат Норвегии по кёрлингу среди мужчин: золото (1967).

## Команды
| Сезон   | Четвёртый        | Третий      | Второй   | Первый      | Турниры                      |
| ------- | ---------------- | ----------- | -------- | ----------- | ---------------------------- |
| 1968—69 | Эрлинг Брюслетто | Эрланн Несс | Каре Эйо | Эйнар Ребне | ЧНМ 1967 · ЧМ 1967 (5 место) |

(скипы выделены полужирным шрифтом)